# Nikki Iles
Nikki Iles (Dunstable, 1963. május 16. –), brit dzsesszzongorista, zenepedagógus.

## Pályafutása
Zenét általános iskolás korától tanult. Harmonikázott és klarinétozott. Tizenegy éves korában megnyert egy ifjúsági vetélkedőt a Királyi Zeneakadémián (Royal Academy of Music). 1974-1981 között zongorázni klarinétozni és tanult.
A Leeds College of Music-ra tanult 1981–1984 között. A Bedfordshire Youth Jazz Orchestra tagja lett.
A Leeds College of Music elvégzése után Yorkshire-ban telepedett le. Férjhez ment Richard Iles trombitáshoz. Több londoni zenekarral is játszott.
1996-ban elnyerte a John Dankworth különdíjat a BT Jazz Fesztiválon. Egy koncert utáni súlyos autóbaleset után Londonban telepedett le.
Tanított a Yorkban (University of York), a Leedsi Zeneművészeti Főiskolán, a Guildhall School of Music-on, valamint Bulgáriában, Hollandiában, Franciaországban és Finnországban, továbbá a Middlesex Egyetemen is.

## Albumok
- 1997: The Tan Tien
- 1997: Change of Sky (duó Tina Mayjel)
- 1998: Snap
- 2002: Everything I Love
- 2002: Veils
- 2010: Hush
- 2015: Westerly

## Díjak
- British Empire Medal
- 2020: Parliamentary Jazz Awards